# Mezei őrszolgálat
A mezőőr olyan 18 életévét betöltött, büntetlen előéletű magyar állampolgár, aki a lőfegyvertartási engedély megszerzésére vonatkozó feltételeknek megfelel, és az előírt szakmai vizsgát letette. A mezőőr esküt tesz szolgálatának betartására.
Mezőőri szolgálatot szervezhet önkormányzat, a közigazgatási területéhez tartozó termőföldek őrzésére. Az őrszolgálat létrehozását be kell jelenteni a megyei földművelésügyi hivatalnak, amely azt nyilvántartásba veszi. Az őrszolgálat működési költségeit 50-50%-ban a földhasználók, illetve a központi költségvetés biztosítja.
A mezőőri szolgálat ellátást a 2012. évi CXX. Az egyes rendészeti feladatokat ellátó személyek tevékenységéről szóló törvény szabályozza.

## Feladata
- a termőföldek őrzése
- a termőföldön lévő termények, termékek, felszerelések, eszközök, haszonállatok, építmények, földmérési jelek védelme

## Felszerelése
- sörétes vadászfegyver
- könnygáz palack
- formaruha,
- bilincs, rendőrbot
- távcső
- lámpa

## Jogai és kötelességei
- az őrzött vagyont veszélyeztető, vagy károsító cselekmények elkövetésén tettenért személy igazoltatása, felszólítása a cselekmény abbahagyására, illetve a terület elhagyására
- az igazoltatott személynél lévő, vagy az ellenőrzött járművön lévő szállítmány eredetének igazoltatása, ennek hiányában a megszerzés jogszerűségét igazolni nem tudó személy legközelebbi rendőri szervhez szállítása
- a károsító cselekményen tettenért személytől termény, termék, állat, az elkövetés eszközének elvétele és a rendőrségnek történő átadása

## Kényszerítő eszközei
- testi kényszer
- vegyi eszköz
- bilincs, rendőrbot
- szolgálati kutya
- sörétes vadászfegyver.

## Hegyőr
A hegy őr a hegyközséghez tartozó szőlők őrzését látja el, működési költségeit a hegyközségi járulékkal fedezik. Tevékenységét a hegybíró irányítja, felügyeletét a hegyközségi tanács és a rendőrkapitány látja el.

## Rövid története
1800-as évek közepétől van írásos nyoma a Mezei őrszolgálatoknak és a Hegyőrségeknek. Kezdetekben forgótáras pisztolyokat viseltek, később kaptak sörétes lőfegyvereket. Minden termőfölddel rendelkező településnek kötelező volt mezőőrt vagy hegyőrt alkalmazni. Ez az 1990-es években változott meg, már csak lehetőség volt a létrehozásukra, és mivel a települések nagymértékű támogatást nem kaptak a Mezei őrszolgálatok és a Hegyőrségek működésének finanszírozására, így rengeteg településen a Mezei őrszolgálatok és a Hegyőrségek megszűntek. 